# Lord-Howeral
De Lord-Howeral (Hypotaenidia sylvestris synoniem: Gallirallus sylvestris) is een vogel uit de familie Rallidae (Rallen). Het is een bedreigde, endemische vogelsoort op het Lord Howe-eiland, een eiland in Australië dat tot de deelstaat New South Wales behoort.

## Kenmerken
De vogel is 32 tot 42 cm lang, de mannetjes zijn 2 tot 5 cm langer dan de vrouwtjes. Het is een vrij grote, olijfbruin gekleurde  ral die niet kan vliegen. De kleine vleugels zijn kastanjebruin, de vogel is van onder iets lichter, doffer van kleur en heeft een onduidelijke, lichte wenkbrauwstreep. De gebogen snavel is roze, naar de punt toe meer bruin, het oog is rood en de poten zijn bruinachtig roze van kleur.

## Verspreiding en leefgebied
Deze soort is endemisch op het Lord Howe-eiland. Het leefgebied bestaat uit bossen op hellingen met een bepaald soort vegetatie en veel ondergroei. De vogel mijdt het tropisch regenwoud dat een groot deel van het eiland bedekt. De vogel nestelt op de grond onder een dicht plantendek en soms ook in de holen van stormvogels. De vogel foerageert op ongewervelde dieren, maar vreet soms ook de kuikens van de stormvogels op.

## Status

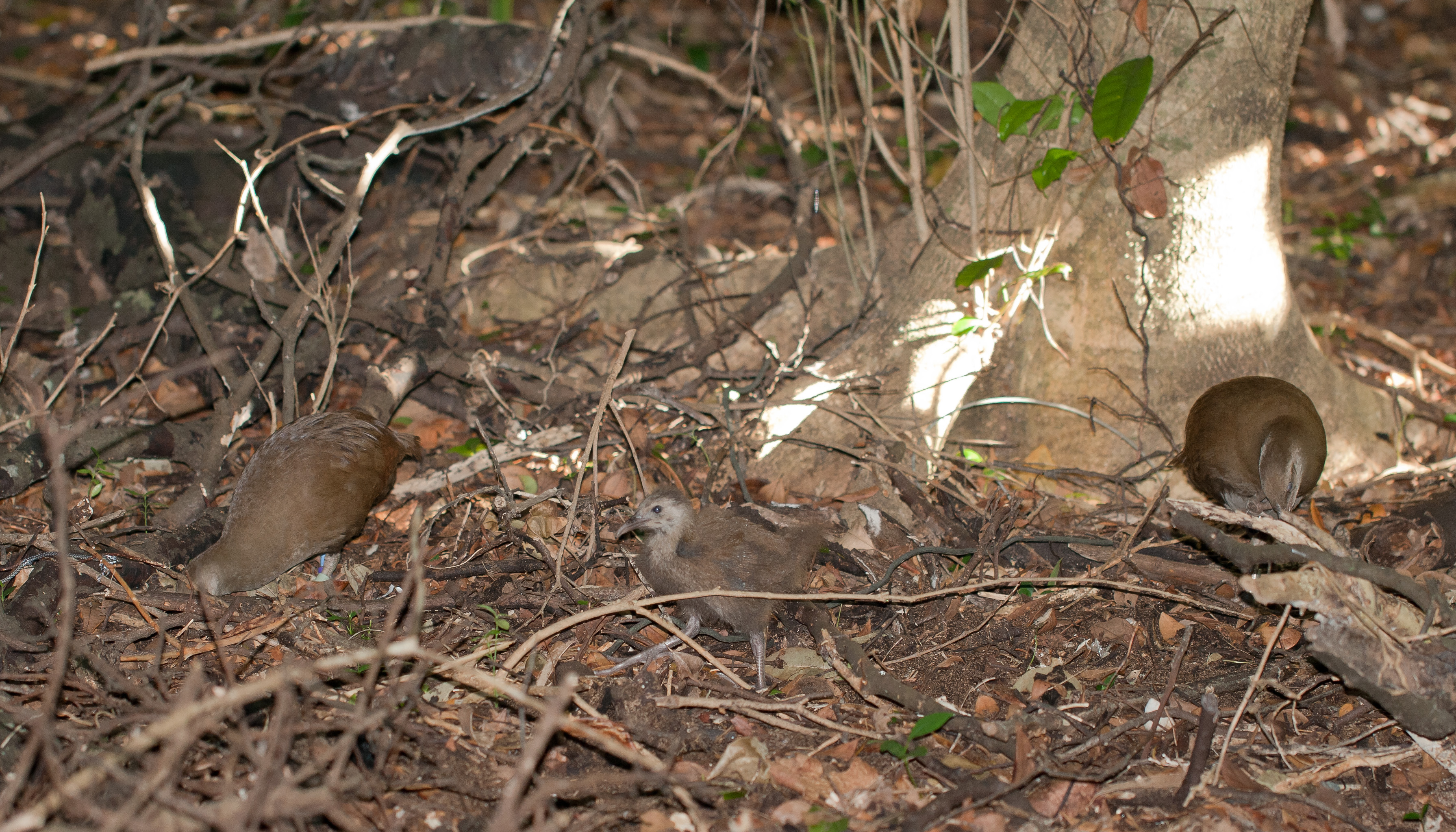
Paar met jong

De Lord-Howeral heeft een zeer beperkt verspreidingsgebied en daardoor is de kans op uitsterven aanwezig. De grootte van de populatie werd in 2016 door BirdLife International geschat op 240 tot 300 individuen en het populatie-aantal is sindsdien stabiel.
In 1788 kwam deze ral overal op het eiland voor, maar in de 19de eeuw alleen nog in bossen op de berghellingen. Het leefgebied werd aangetast door het wroeten van verwilderde varkens en door predatie door verwilderde honden en katten. Gedurende de jaren 1970 was het aantal vogels minder dan tien broedparen. In de jaren 1980 werden de verwilderde varkens uitgeroeid en werden op geschikte plaatsen rallen opnieuw uitgezet. Dankzij deze maatregelen kon de populatie weer toenemen. Omdat de vogel afhankelijk blijft van zorgvuldig natuurbeheer, staat deze soort als bedreigd op de Rode Lijst van de IUCN.